# Lopriorea ruspolii
Lopriorea ruspolii är en amarantväxtart som först beskrevs av Lopr., och fick sitt nu gällande namn av Schinz. Lopriorea ruspolii ingår i släktet Lopriorea och familjen amarantväxter. Inga underarter finns listade i Catalogue of Life.